# Leptolalax ventripunctatus
Leptolalax ventripunctatus és una espècie d'amfibi que viu a la Xina i, possiblement també, a Laos.
Està amenaçada d'extinció per la pèrdua del seu hàbitat natural.